# Джаксън (Тенеси)
Вижте пояснителната страница за други населени места с името Джаксън.
Джаксън (на английски: Jackson) е град в Тенеси, Съединени американски щати, административен център на окръг Медисън. Наречен е на политика Андрю Джаксън. Населението на града е 66 847 души (по приблизителна оценка от 2017 г.).
В Джаксън е роден писателят Томас Харис (р. 1940).